# Mitnachbar
Mitnachbar ist eine Bezeichnung, die man in Urkunden aus Westpreußen findet. Teilweise findet man auch nur die Bezeichnung „Nachbar“. In einer Sterbeurkunde von 1802 des Pfarramtes Groß Lesewitz/Westpreußen steht „freyköllnischer Mitnachbar“.
Die „Nachbarschaft“ stammt aus dem Mittelalter und war noch im 18. Jahrhundert auch eine rechtliche Größe innerhalb eines Dorfes. Dazu gehörten alle „Steuerzahler“, also neben Bauern auch Handwerker und Tagelöhner. Wer innerhalb einer solchen „Nachbarschaft“ lebte, war „Mitnachbar“.
Für das 19. Jahrhundert scheint der Begriff zur Floskel geworden zu sein, sicher aber nicht in den Urkunden.